# Forteresse de Montecristo
La forteresse de Montecristo (en italien : Fortezza di Montecristo) est une forteresse côtière en ruines située sur l'île de Montecristo, dans l'archipel toscan
dans la commune de Portoferraio, de la province de Livourne en Toscane,.
Son emplacement est au sommet du Monte della Fortezza, au point culminant de l'île (645 m), d'où il est possible d'avoir une excellente vue panoramique  sur la mer environnante.

## Historique
Une première structure fut probablement construite sous la république de Pise, dans la première moitié du XIIIe siècle, puis reconstruite par Jacopo III Appiano (it) dans les années 1460. Cela était nécessaire pour faire face avec succès à toute incursion de pirates qui pourrait être menée. Pour sa construction, le point culminant de l'île a été choisi, afin que le complexe puisse remplir la double fonction d'observation, grâce à la vue complète depuis ce point, et de défense active et passive, étant donné l'endroit inaccessible où il se trouve, difficile à conquérir. Cependant, la position isolée de Montecristo et son territoire très rude et inhospitalier ont fait que l'île n'a été habitée que temporairement et dans de petites colonies situées près de Cala Maestra, jusqu'à son abandon presque total dans les périodes ultérieures. Tout cela a conduit à un inévitable abandon de la fortification et à une dégradation rapide de la structure architecturale, également en raison de son exposition directe aux agents atmosphériques.
Au XVIe siècle, l'île fut complètement dépeuplée à cause des incessantes incursions de pirates et de corsaires et, au cours des siècles suivants, elle devint leur repaire.

## Description
La Forteresse de Montecristo apparaît sous forme de ruines, où se distinguent clairement les structures murales qui l'entouraient, reposant irrégulièrement sur la granodiorite, s'adaptant à l'orographie du sommet de la montagne sur laquelle elle se dressait. Cependant, les vestiges conservés suggèrent la grandeur qui caractérisait la structure défensive.